# Mariusz Skibniewski
Dominik Mariusz Skibniewski herbu Ślepowron, używane imię Mariusz, (ur. 20 kwietnia 1881 w m. Balice k. Mościsk, zm. 27 września 1939 w m. Przyłbice) – ksiądz, jezuita, historyk Kościoła, profesor Papieskiego Instytutu Wschodniego w Rzymie. 

## Życiorys
Syn Bronisława i Olgi z Dzieduszyckich. Brat Aleksandra i Stefana Leona. 
W 1900 ukończył prywatne Gimnazjum w Chyrowie, a następnie udał się do Rzymu, gdzie w Collegium Germanicum Papieskiego Uniwersytetu Gregoriańskiego ukończył filozofię i teologię. Doktorat filozofii otrzymał w 1903, a teologii w 1907. W 1906 przyjął w Rzymie święcenia kapłańskie. Do zakonu jezuitów wstąpił w 1907. 
Wykładał historię Kościoła m.in. na uczelniach w Lublinie i w Krakowie. W 1935 udał się do Rzymu i wykładał tam historię kościoła w Papieskim Instytucie Wschodnim (Instituto Orientale). Był autorem publikacji naukowych z zakresu historii i hostoriografii Kościoła.
Po wybuchu II wojny światowej znalazł się przypadkowo w dworze rodziny Szeptyckich w Przyłbicach koło Lwowa, gdzie po wkroczeniu Armii Czerwonej został wraz z właścicielami dworu rozstrzelany przez NKWD 28 września 1939.